# Eleições estaduais no Rio de Janeiro em 1964
As eleições estaduais no Rio de Janeiro em 1964 ocorreram em 3 de maio como resultado da cassação do governador Badger da Silveira e do vice-governador João Batista da Costa no contexto político do Regime Militar de 1964. Abrupta, a troca do governo fluminense ocorreu em questão de horas, pois no dia anterior os deputados estaduais aprovaram o impeachment do governador, o qual teve os direitos políticos suspensos logo depois pelo Ato Institucional Número Um. A conjuntura política de então impediu a posse do vice-governador, motivo pelo qual o deputado Cordolino Ambrósio, presidente da Assembleia Legislativa, assumiu o poder até a escolha de novos titulares para o Palácio do Ingá.
Fluminense de Cantagalo, Paulo Torres sentou praça na Escola Militar do Realengo em 1921, matriculando-se no curso de Infantaria. Preso e expulso da referida escola por sua participação no Tenentismo, foi reintegrado à vida militar graças ao triunfo da Revolução de 1930, cursou a Escola de Aperfeiçoamento de Oficiais e formou-se em Ciências Jurídicas e Sociais pela Universidade Federal do Rio de Janeiro. Com a instauração do Estado Novo, foi nomeado prefeito de Teresópolis em 1938 pelo interventor Amaral Peixoto, mas deixou o cargo após um ano. Aluno da Escola de Comando e Estado-Maior do Exército, integrou a Força Expedicionária Brasileira durante a campanha na Itália durante a Segunda Guerra Mundial, retornando à ECEME com o fim do conflito. Especialista em paraquedismo, foi comandante do 3º Regimento de Infantaria em Niterói em 1952.
Chefe do Departamento Federal de Segurança Pública (DFSP) durante a crise aberta com o Atentado da Rua Tonelero e encerrada em menos de vinte dias com o suicídio do presidente Getúlio Vargas em 1954, foi nomeado governador do então território federal do Acre pelo presidente Café Filho no ano seguinte, mantendo o posto até ser exonerado por Juscelino Kubitschek em 1956. Tornou-se general de brigada, assumindo o comando do Núcleo da Divisão Aeroterrestre de paraquedistas militares em 1960, ano onde assumiu também a presidência do Clube Militar, cursando a Escola Superior de Guerra em 1962. Transferido para Manaus em outubro do mesmo ano, assumiu o comando do Grupamento de Elementos de Fronteira e depois o Comando Militar da Amazônia, o qual deixou em setembro de 1963. Nomeado chefe do estado-maior do I Exército após a instauração do Regime Militar de 1964, no entanto foi exonerado após eleger-se governador do Rio de Janeiro por via indireta em 3 de maio de 1964, assumindo o cargo três dias depois.
Para vice-governador foi eleito Simão Mansur, o qual antes fora vitorioso para deputado estadual via UDN em 1950, 1954, 1958 e 1962, acumulando este último mandato com o seu cargo no Poder Executivo. Em 15 de junho de 1964, no entanto, ele teve o mandato cassado e o cargo de vice-governador ficou vago até a eleição de Teotônio Araújo no ano seguinte.

## Resultado da eleição para governador
Convocando sessões extraordinárias de forma sucessiva, os deputados alteraram o regimento interno da Assembleia Legislativa do Rio de Janeiro e assim elegeram indiretamente os titulares dos cargos vacantes. Houve 52 votos a favor da chapa vitoriosa, além de um voto contrário e uma abstenção. 
| Candidatos a governador do estado | Candidatos a vice-governador | Número | Coligação                      | Votação | Percentual |
| --------------------------------- | ---------------------------- | ------ | ------------------------------ | ------- | ---------- |
| Paulo Torres                      | Simão Mansur UDN             | -      | Não disponível (sem coligação) | 52      | 96,30%     |
| Fontes:                           |                              |        |                                |         |            |

## Resultado da eleição para vice-governador
Advogado formado pela Universidade Federal Fluminense em 1939, Teotônio Araújo nasceu em Campos dos Goytacazes. Sua estreia na política ocorreu pela UDN ao eleger-se deputado estadual em 1947 e 1950. Após migrar para o PDC, renovou o mandato em 1954, 1958 e 1962. Eleito vice-governador pela Assembleia Legislativa do Rio de Janeiro em 8 de abril de 1965, tomou posse no mesmo dia ao obter 44 votos nominais, sendo registrados dois votos em branco. 
| Candidatos a governador do estado | Candidatos a vice-governador | Número | Coligação           | Votação | Percentual |
| --------------------------------- | ---------------------------- | ------ | ------------------- | ------- | ---------- |
| Não havia -                       | Teotônio Araújo PDC          | -      | PDC (sem coligação) | 42      | 95,46%     |
| Não havia -                       | Rubens Rosado -              | -      | -                   | 1       | 2,27%      |
| Não havia -                       | Norberto Marques -           | -      | -                   | 1       | 2,27%      |
| Fontes:                           |                              |        |                     |         |            |